# (32331) 2000 QK65
2000 QK65 (asteroide 32331) é um asteroide da cintura principal. Possui uma excentricidade de 0.14781580 e uma inclinação de 10.78508º.
Este asteroide foi descoberto no dia 28 de agosto de 2000 por LINEAR em Socorro.